# 이런 마음 처음이야
이런 마음 처음이야는 1976년 공개된 대한민국의 영화이다.

## 배역
- 임예진
- 이덕화
- 서정일